# Південноафриканська радіоастрономічна обсерваторія
Південноафриканська радіоастрономічна обсерваторія (англ. South African Radio Astronomy Observatory, SARAO) - науково-дослідна організація в Південно-Африканській Республіці, яка відповідає за управління всіма радіоастрономічними дослідженнями в країні. Обсерваторія керує радіотелескопами MeerKAT, KAT-7, HERA, C-BASS, координує Африканську мережу інтерферометрії з наддовгою базою і внесок ПАР у створення радіотелескопа Square Kilometer Array. Обсерваторія підпорядкована Національному дослідницькому фонду.